# Cybex Shell
Cybex Shell bylo české grafické uživatelské rozhraní pro systémy DOS a kompatibilní. Byl vytvořen Miroslavem Fídlerem z brněnského Cybexu. Styl ovládání vycházel z prostředí počítačů Apple Lisa a Macintosh, tzn. využíval plochu s ikonami jako zástupce programů a dokumentů, které dále mohly být sdružovány do skupin. Zdejší správce souborů vzhledem a ovládáním připomínal Windows Explorer z Windows 95, podporováno bylo i drag and drop, tzn. práce se soubory přetahováním myší. Cybex Shell byl k dispozici v češtině a slovenštině.
Součástí programu bylo i množství nástrojů, jako je textový a binární prohlížeč souborů, kalendář, kartotéka, editor ikon, šifrování souborů atd. Shell podporoval i externí komprimační programy.
Poměrně důležitou vlastností programu byla paměťová nenáročnost, například verze 1.0 zabírala rezidentně pouze 1,2 KiB paměti.
Cybex Shell dostal v březnu roku 1995 ocenění TIP v časopise CHIP.